# TV Dresden-Gruna
Der TV Dresden-Gruna war ein Sportverein im deutschen Reich mit Sitz im Stadtteil Gruna der sächsischen Landeshauptstadt Dresden.

## Geschichte
Über die sportliche Spielklassenzugehörigkeit ist nach Gründung bis zur Saison 1943/44 nichts bekannt. Zur Spielzeit 1943/44 stieg der Verein in die damals zweitklassige 1. Klasse Dresden auf. Auf Grund der Neuordnung der obersten Gauliga Sachsen zur Spielzeit 1944/45 durfte der TV Gruna als Viertplatzierter der Abteilung A der 1. Klasse Dresden 1943/44 ebenfalls zur kommenden Saison in die Erstklassigkeit aufsteigen. Die Mannschaft wurde innerhalb der Gruppe Dresden in die Staffel 2 der Gauliga Sachsen eingegliedert. Da der Spielbetrieb aber bereits im Dezember 1944 aufgrund des fortschreitenden Zweiten Weltkriegs abgebrochen wurde, kam die Mannschaft nur auf sechs gespielte Spiele. Zu dieser Zeit stand die Mannschaft mit 18:13 Toren und 6:6 Punkten auf dem zweiten Platz der Tabelle.
In der Qualifikation zum Tschammerpokal 1938 trat die Mannschaft in der 1. Vorrunde am 8. Mai 1938 gegen Guts Muts Dresden an; das Spiel wurde mit 0:2 verloren. Nach dem Ende des Krieges wurde der Verein aufgelöst.